# 鼻の日
鼻の日（はなのひ）とは、1961年に社団法人日本耳鼻咽喉科学会が制定した記念日。毎年8月7日。
「は(8)な(7)」の語呂合わせから毎年8月7日を「鼻の日」と制定し、鼻の病気に関する知識や健康管理について啓蒙を行っている。全国各地で専門医による無料相談会や講演会などが行われている。